# Terminator Génesis
Terminator Génesis (título original en inglés: Terminator Genisys) es una película estadounidense de ciencia ficción y acción que se estrenó el 1 de julio de 2015, dirigida por Alan Taylor y escrita por Patrick Lussier y Laeta Kalogridis. Es la quinta entrega de Terminator, la cual cuenta como una secuela, precuela y reinicio de la franquicia. Arnold Schwarzenegger repite su papel como el personaje principal, junto con los recién llegados Emilia Clarke, Jason Clarke, Jai Courtney, Matt Smith, Byung-hun Lee, Dayo Okeniyi, Courtney B. Vance, Sandrine Holt y J. K. Simmons.

## Argumento
En 2029, John Connor, líder de la resistencia humana, conduce la guerra contra las máquinas. John es notificado por su unidad del ejército, Tech-Com, que Skynet lo atacará desde dos frentes: el pasado y el futuro y, en última instancia, va a cambiar la guerra para siempre. Por lo tanto se establecen dos unidades: la unidad de Colorado se encarga de destruir el corazón de Skynet; y la segunda unidad, conducido por él mismo y Kyle Reese, de destruir el arma definitiva de Skynet en una máquina del tiempo.
Antes de que la resistencia pueda llegar a la máquina, Skynet envía un T-800 a 1984 para matar a Sarah Connor, la madre de John. John se compromete a enviar a Kyle Reese para proteger a Sarah. En el momento en que Kyle está flotando en el campo magnético de la máquina, este experimenta nuevos recuerdos de él mismo, pero con doce años de edad, él mismo junto a una joven Sarah Connor, y una advertencia de que el programa computacional «Génesis» es Skynet y que vendrá en línea en 2017. En ese mismo momento Kyle advierte también que Connor es atacado por la espalda por una máquina que se encontraba oculta y a la expectativa. 
El T-800 llega a Los Ángeles en 1984, pero es detenido rápidamente por Sarah Connor y el «Abuelo», un reprogramado T-800 con el tejido humano envejecido tras estar varios años en servicio. Poco después, Kyle llega a Los Ángeles, pero es emboscado por un Terminator T-1000 enviado por Skynet, y es rescatado por Sarah y el Abuelo. Kyle descubre que el pasado original ha cambiado: Sarah ya sabe acerca de Skynet, el Día del Juicio, y el papel de Reese como su protector y padre de John Connor (aunque Kyle no sabe que él es el padre de John). En su escape se llevan al primer T-800 desactivado por Sarah y llegan hasta una fábrica abandonada, pero estos son alcanzados por el T-1000, quien además repara y reinicia al T-800 desactivado. En la pelea, Kyle elimina al T-800 reactivado, decapitándolo con un poderoso fusil antimaterial, mientras que Sarah atrae al T-1000 a una alcantarilla donde lo desintegra con ácido y finalmente es desactivado.
Sarah explica a Kyle que el Abuelo fue enviado al año 1973 para proteger a Sarah del T-1000. La llegada de ambos Terminators causó una paradoja en la línea del tiempo que difiere a la de Kyle, cuando debe presentarse después de varios años. Tras proteger y esconder a Sarah, para lo que fue programado inicialmente, el Abuelo la entrenó para enfrentarse a su destino, que ella intentaba rechazar rotundamente. Ellos han construido una máquina del tiempo para viajar hacia adelante, a 1997, y detener la creación de Skynet. Sin embargo, Kyle, convencido de sus nuevos recuerdos, persuade al Abuelo y a Sarah que ahora deben viajar al año 2017, porque la línea del tiempo ha cambiado con la llegada del Abuelo y por destruir a los otros dos robots. Kyle y Sarah hacen el viaje en el tiempo, mientras que el Abuelo pasa los siguientes treinta años preparando la llegada de ambos, al no poder viajar en la máquina del tiempo por tener su brazo metálico expuesto por una herida que necesita mucho tiempo para poder regenerarse.
Kyle y Sarah se materializan desnudos en el medio de una carretera en el año 2017, donde son capturados por la policía y seguidos por el Abuelo. Mientras que están siendo tratados por lesiones en un hospital bajo custodia de la policía, Sarah conoce a Génesis por un doctor que los atiende. Se trata de un sistema operativo propiedad de la corporación Cyberdyne, que pronto será dado a conocer y que se utilizará en todos los ordenadores, dispositivos móviles y aplicaciones militares en esta nueva línea del tiempo. 
Ellos son rescatados de forma inesperada por John Connor, que se presenta como un agente especial del gobierno, quien los lleva hasta el estacionamiento, donde Kyle se entera de que John es su hijo porque este último lo llama accidentalmente «papá». El Abuelo aparece junto a ellos y dispara inmediatamente a John, revelando que él es ahora una biomáquina infectada por Skynet desde que Kyle viajó al pasado, y lo volvieron en contra de los humanos, conocido ahora como una nueva máquina, el T-3000, que también regresó al pasado para tratar de matar a Sarah Connor, y defender a Génesis de cualquier ataque en esa época y en la nueva línea del tiempo. Después de una breve batalla en interior del hospital, el T-3000 queda incapacitado temporalmente por una máquina de resonancia magnética.
El Abuelo lleva a Kyle y a Sarah a una casa de seguridad cerca del puente Golden Gate, donde se preparan para destruir la instalación de Cyberdyne antes de que Génesis esté en línea, Kyle se enfrenta a Sarah por no haberle dicho que él es el padre de John, y Sarah le revela que él moriría protegiéndola después de haberla dejado embarazada de John (sucesos originales de The Terminator cambiados por la llegada del Abuelo y el T-1000 a 1973). El T-3000 les sigue la pista, y la batalla alcanza el puente Golden Gate, donde Kyle y Sarah son capturados de nuevo por la policía, esta vez junto con el Abuelo. Son liberados por el detective O'Brien, quien fue salvado por Kyle en 1984, y está convencido de que son viajeros del tiempo con buenas intenciones. Los tres secuestran un helicóptero y van al edificio principal de Génesis, mientras son perseguidos por el T-3000.
El T-3000 entra en el edificio de Génesis, mata a todos los guardias de seguridad e interviene en el funcionamiento del programa en su interior, acelerando el ritmo al que evoluciona y se desarrolla para que la brecha de tiempo restante para su activación se vuelva cada vez menor. Cuando Sarah, Kyle y el Abuelo arriban al edificio de Cyberdyne, el programa se revela como una versión en evolución de Skynet, ya que todavía no alcanza su forma definitiva como tal. El Abuelo, Kyle y Sarah ponen bombas en los puntos clave de la instalación, mientras Génesis, limitado únicamente a las palabras, intenta convencerlos de que se detengan diciéndoles que estaban en desventaja porque evolucionaba mucho más rápido que ellos, y que ya no tenían tiempo para detenerlo. El Abuelo trata de contener al robot T-3000 y, después de una larga batalla, lo atrapa con éxito en el campo magnético del prototipo de la máquina del tiempo que ya se estaba construyendo en las instalaciones. Después de que Kyle y Sarah corran hasta un búnker debajo de la instalación, la máquina del tiempo explota, desencadenando las bombas y produciendo la destrucción del edificio, impidiendo así que Génesis pueda entrar en línea. Por su parte, el Abuelo logra sobrevivir al caer por accidente a un contenedor con el metal líquido con que se fabrican las versiones avanzadas de terminators, actualizando su composición, consiguiendo las propiedades de regeneración de un T-1000.
Con una última misión por cumplir, el Abuelo, Kyle y Sarah viajan a la casa de campo de la versión joven de Kyle, donde se le repite la advertencia acerca de Génesis. Sarah se siente aliviada al saber que ahora ella es libre de elegir qué hacer con su futuro, y elige voluntariamente estar con Kyle. Luego, los tres se alejan en automóvil, siguiendo su propio destino.
En una escena post-créditos, el núcleo del sistema Génesis, escondido en una cámara subterránea, sobrevive a la explosión y la proyección holográfica de Skynet ahora es consciente de sí mismo.

## Reparto
- Arnold Schwarzenegger como Terminator (modelo T-800 original) conocido como el Abuelo.
- Jai Courtney como Kyle Reese.
- Emilia Clarke como Sarah Connor.
- Jason Clarke como John Connor (ahora como el T-3000).
- Byung-hun Lee como T-1000.
- Dayo Okeniyi como Danny Dyson.
- Courtney B. Vance como Miles Dyson.
- Sandrine Holt como la detective Cheung.
- J. K. Simmons como el detective O'Brien.
- Michael Gladis como Teniente Matias.
- Douglas Smith como Eric Thompson.
- Brett Azar como Terminator (modelo T-800 joven).
- Matt Smith como Skynet y el T-5000 conocido como «Alex».

### Doblaje al español
| Actor                 | Personaje              | Doblaje en España   |
| --------------------- | ---------------------- | ------------------- |
| Arnold Schwarzenegger | Terminator             | Juan Carlos Gustems |
| Jai Courtney          | Kyle Reese             | Manuel Gimeno       |
| Emilia Clarke         | Sarah Connor           | Mar Nicolás         |
| Jason Clarke          | John Connor / T-3000   | Carlos di Blasi     |
| Dayo Okeniyi          | Danny Dyson            | Hernán Fernández    |
| Courtney B. Vance     | Miles Dyson            | Pep Ribas           |
| Sandrine Holt         | Detective Cheung       | Cristina Mauri      |
| J. K. Simmons         | Detective O'Brien      | Joan Massotkleiner  |
| Michael Gladis        | Teniente Matias        | Rafael Calvo        |
| Matt Smith            | Skynet / T-5000 / Alex | Masumi Mutsuda      |

## Producción
Inicialmente en 2009, una quinta parte estuvo planeada para desarrollarse pues su predecesora, Terminator Salvation, iba a volver a comenzar una nueva trilogía , desde un inicio, pero debido a una disputa legal entre su financiamiento y la compañía que había producido dicha secuela, The Halcyon Company, le fue afectando y esto hizo creer a varios analistas que la nueva película de la franquicia nunca podría llevarse a cabo dentro de un futuro próximo.
Poco después, a mediados de septiembre de 2009, la compañía estuvo financiando los derechos para la nueva entrega para tratar de cubrir sus gastos por parte de la bancarrota que estaba sufriendo ofreciéndolos entre un presupuesto de sesenta a setenta millones de dólares, durante su oferta obtuvo una propuesta por parte del director Joss Whedon (creador de Buffy The Vampire Slayer, Angel, Dollhouse y por dirigir la película de Marvel Comics, The Avengers) por diez mil dólares. Luego de tratar con un método de refinanciar los derechos no hasta finalizarse hasta el 1 de febrero de 2010, Pacificor (el responsable de llevar a la compañía a la bancarrota) pudo quedarse con los créditos después de un acuerdo por 29,5 millones de dólares. Pero, antes de esto otros estudios (Sony Pictures y Lionsgate) estuvieron interesados en la propuesta pero sin ningún resultado.
A partir de agosto de 2010, llegó la noticia de que una nueva entrega de Terminator estaba en desarrollo, reportando que no sería una secuela directa a Salvation pero sí un reboot animado titulado Terminator 3000 por parte de Hannover House. Sin embargo, Pacificor, el dueño de los derechos de la franquicia, había dicho que nunca le dio un permiso a Hannover House de realizar un proyecto para la nueva película.
El 16 de febrero de 2011, una nueva noticia decía que Universal Pictures estaba considerando la quinta parte para la serie con Arnold Schwarzenegger regresando como el actor principal junto con Justin Lin (director de Fast Five) y Chris Morgan para dirigirla y escribirla, respectivamente. Pero, el 27 de abril del mismo año, tuvo que anunciarse que la nueva entrega no podría llevarse a cabo ya que no tenía ni un escritor, así que la película estuvo circulando por el estudio y Universal Pictures, Sony Pictures, Lionsgate y CBS Films estaban interesados en ella.
Finalmente, el 23 de mayo, Megan Ellison y su compañía productora Annapurna Pictures habían adquirido los derechos para realizar dos películas más, incluyendo a "Terminator 5", bajo un presupuesto aproximado según varios rumores de veinte millones de dólares. A partir de ahí hasta el 4 de diciembre de 2012, después de un año y medio, el juicio cerró con una posible mercadotecnia para producir posibles proyectos de trabajo para la televisión así como videojuegos.
La película se encuentra bajo la dirección de Alan Taylor (reconocido por realizar el largometraje del superhéroe de Marvel Comics, Thor, Thor: The Dark World), ya que luego de varios rumores sobre su participación en esta quinta entrega finalmente lo confirmó durante una conversación en el Colegio de Franklin y Marshall (otros estuvieron implicados para llevar a cabo el proyecto como Ang Lee, Rian Johnson y Denis Villeneuve).
El 13 de junio de 2013, Arnold Schwarzenegger confirmó que regresaría como un Terminator para la entrega que, según él, comenzaría a filmarse en enero de 2014. Después del anuncio, Paramount Pictures negoció con Patrick Lussier y Laeta Kalogridis para que estuvieran a cargo de escribirla para luego distribuirla. La película ya no tuvo director, ya que desde un inicio, Justin Lin que estaba en discusión para dirigirla, tuvo que integrarse a la nueva secuela de la serie de Fast and Furious, Fast & Furious 6, como director precisamente.
El 27 de junio de 2013, Paramount reveló que la entrega fue atrasada del 26 de junio de 2015 al 1 de julio del mismo año para ser estrenada. También el 9 de diciembre del mismo año, a pesar de que la película estaría nombrada simplemente como Terminator, fue modificada para Terminator: Génesis.

## Casting

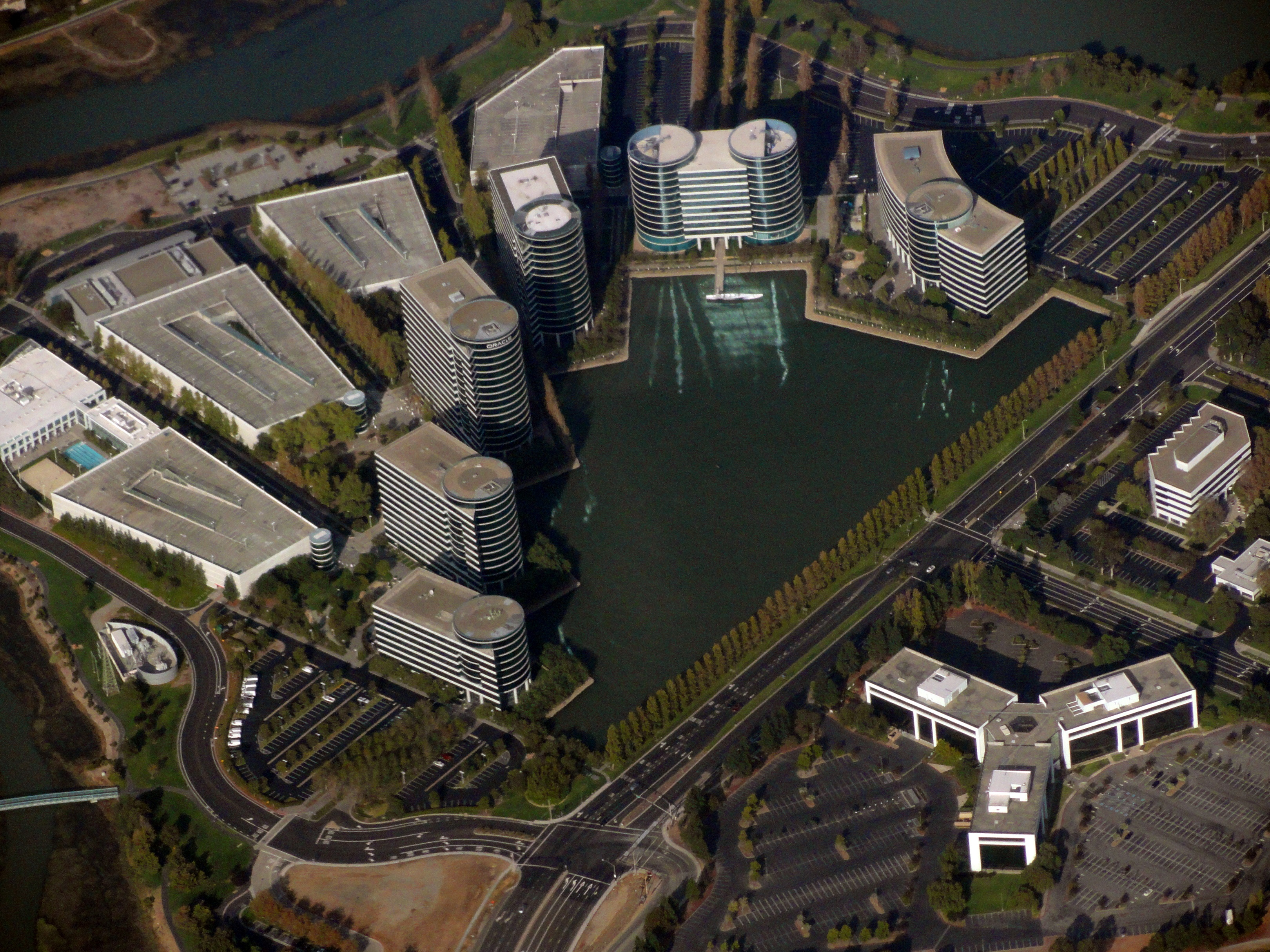
Imagen aérea de los sets del filme.

A principios de noviembre de 2013, Garrett Hedlund, Tom Hardy, Taylor Kitsch y Nicholas Hoult se estaban probando para obtener el papel de Kyle Reese. Al mes siguiente, Jason Clarke había entrado en conversaciones para interpretar a John Connor. En noviembre de 2013 se informó que Emilia Clarke, Tatiana Maslany y Brie Larson fueron las finalistas para obtener el papel de Sarah Connor. Al mes siguiente se informó que Emilia Clarke obtuvo el papel de Sarah Connor. En febrero de 2014, el estudio estaba considerando a Jai Courtney y a Boyd Holbrook para Kyle Reese, con el plan de interpretar al personaje en al menos dos películas. Más tarde, ese mismo mes, se confirmó que el actor Jai Courtney fue elegido para interpretar a Kyle Reese. El 13 de marzo de 2013, se informó que J. K. Simmons estaba en conversaciones para interpretar a un detective cansado y alcohólico que ha seguido un extraño caso que involucra a Sarah Connor y a robots durante más de tres décadas. El 25 de marzo de 2014, Arnold Schwarzenegger reveló que interpretará a un Terminator, en la que el tejido humano ha envejecido. El 28 de marzo de 2014, se anunció que Dayo Okeniyi obtuvo el papel de Danny Dyson, el hijo de Miles Dyson. El 31 de marzo de 2014 se anunció que Byung-hun Lee interpretaría un personaje de alto impacto (más tarde se confirmaría que el interpreta al T-1000). También Michael Gladis y Sandrine Holt se unieron al elenco. El 2 de mayo de 2014, Matt Smith se une al reparto de la película en un papel importante. El 10 de julio de 2014, Douglas Smith se unió al elenco de la película.

## Rodaje
El rodaje comenzó el 21 de abril de 2014 en Nueva Orleans, y terminó el 6 de agosto de 2014 en San Francisco. Legacy Effects, sucesor de Stan Winston Studio, ha creado la robótica de Terminator y efectos de maquillaje, dirigido por John Rosengrant quien ha trabajado en las cuatro películas anteriores de Terminator. La producción hizo un esfuerzo para que el tono de la película coincidiera con el tono de las primeras dos películas de Terminator; en la película, las secuencias establecidas en el año 1984 tendrán colores y tonos azules, verdes y negros con el fin de que coincida con el aspecto de The Terminator, mientras las escenas que transcurren durante la futura guerra contra las máquinas tienen los colores y los tonos deTerminator 2: el juicio final.

## Promoción
- El 2 de diciembre de 2014, Paramount Pictures lanzó el primer póster en movimiento de la película, el cual muestra el cráneo de un T-800 desintegrándose en polvo antes de que aparezca el logotipo. Un teaser trailer fue presentado el día siguiente, mostrando breves escenas. El primer tráiler se presentó al día siguiente, el 4 de diciembre de 2014.
- El 23 de enero de 2015, se informó que el segundo tráiler de Terminator: Génesis se estrenaría durante el medio tiempo de la Super Bowl XLIX.
- El 29 de enero de 2015, se estrenó un nuevo spot en el que se incluían nuevas escenas de alto impacto, además de publicar un nuevo póster, en el que aparece Arnold Schwarzenegger como Terminator.
- Como parte de su relación con la empresa de lucha libre WWE, el evento Wrestlemania 31 contó con múltiples cortos grabados por el mismo Arnold, quien no sólo fue ingresado al Salón de la Fama de la WWE sino que estuvo presente en el evento, donde el luchador Triple H hizo su entrada triunfal al estilo Terminator.

## Secuelas canceladas y reinicio
En diciembre de 2013, The Hollywood Reporter informó que una serie de televisión estaba en los trabajos que estén relacionados con una nueva trilogía de terminator. El 5 de septiembre, 2014 Paramount anunció que Terminator Génesis sería la primera película de una nueva trilogía independiente, con dos secuelas programadas para el lanzamiento el 19 de mayo 2017 y 29 de junio de 2018. El 24 de febrero de 2015, Schwarzenegger confirmó que iba a regresar para la primera secuela. Durante la promoción de Genisys en Berlín en junio de 2015, el CEO Skydance David Ellison y COO Dana Goldberg dijo que la serie de televisión spin-off todavía estaba en desarrollo. El 26 de julio, The Hollywood Reporter dijo que Paramount y Skydance se negaron a comentar sobre el estado de la serie de la consecuencia y la televisión, a pesar de que confirmaron que el rendimiento internacional de taquilla sería tomado en consideración. Fecha límite informó el 22 de septiembre que la película no ganó el requerido $ 150 millones en China para acelerar una secuela.
El 1 de octubre, The Hollywood Reporter dijo que la televisión secuelas y spin-off estaban en espera indefinidamente porque Terminator Génesis no logró alcanzar el equilibrio. Sobre el futuro de la franquicia, dijo Goldberg el 6 de octubre que "no diría en espera, tanto como re-ajuste". De acuerdo con Goldberg, a pesar de Genisys 'desempeño interno decepcionante la compañía estaba contento con sus números de todo el mundo y aun así la intención de hacer nuevas películas y la serie de televisión. La producción de una secuela comenzará no antes de 2016 debido a que la investigación de mercado planificada empresa para determinar su dirección después de Genisys. 
En enero de 2016, Paramount anunció que la secuela se había retirado de su calendario de lanzamientos. Según Schwarzenegger, estaría en la sexta película. En abril, Emilia Clarke dijo que no volvería para las secuelas.
El 20 de enero de 2017, James Cameron informó que recuperara los derechos de la franquicia en 2019, producirá la próxima película de Terminator, que reiniciará y concluirá la franquicia. Skydance de David Ellison sigue participando y está en busca de un escritor entre los autores de ciencia ficción con la intención de que Tim Miller dirija. El autor del artículo describe la película como un reinicio, lo que sugiere la trama de Terminator Genisys ha sido descartado. El 18 de marzo de 2017, el Nueva York Daily News reportó el estudio optó por no recoger las opciones de Schwarzenegger y Emilia Clarke, como la secuela de Genisys ha sido cancelada. 
El 21 de marzo de 2017, David Elisson, citado por Collider.com diciendo que habrá un anuncio sobre el futuro de la franquicia antes de que finalice el año, y que va a estar en una dirección que proporcionará "la continuación de lo que el fans realmente querían desde T2".
El 3 de abril de 2017, Schwarzenegger dijo que él está deseando estar en otro película de Terminator, y hay negociaciones para otro estudio para recoger la franquicia de Paramount y Cameron producir, pero que no podía dar detalles antes del anuncio.
En mayo de 2017, Schwarzenegger confirmó que aparecerá en la siguiente película de Terminator, con Cameron supervisando la producción.